# فوكة (مصر)
قرية فوكة هي إحدى القرى التابعة لمركز الضبعة في محافظة مطروح في جمهورية مصر العربية. حسب إحصاءات سنة 2018، بلغ إجمالي السكان في فوكة 2,090 نسمة، منهم 1,200 رجل و 890 امرأة.